# La Maison de monsieur Sax
La Maison de Monsieur Sax est un centre d'interprétation situé dans la ville belge de Dinant. Il se concentre sur l'héritage d'Adolphe Sax (1814-1894), inventeur du saxophone.

## Contexte
Dinant, ville natale d'Adolphe Sax, consacre de nombreux lieux à l'inventeur. De part et d'autre du pont Charles de Gaulle, de nombreux saxophones colorés sont présentés comme des œuvres d'art et ailleurs au centre-ville d'autres monuments et objets forment un parcours touristique nommé « Sax and the City »,.

## Description
Le centre d'interprétation initie le visiteur au saxophone de manière interactive. On peut y écouter différents saxophones ainsi que le son du saxophone dans différents genres musicaux. La visite est libre et gratuite. 
À l'avant de la maison, une statue en laiton de Sax est assise sur un banc. L'entrée est ornée de titres en faïence. Plusieurs pièces d'exposition sont installées au mur et au plafond.
L'atelier d'Adolphe Sax a été recréé au musée de la musique Vleeshuis à Anvers.

## Galerie d'images
|  |  |  |

|  |  |  |